# Fortran 5
Fortran 5 fue una banda de música electrónica activa durante la década de 1990.

## Biografía
La banda fue formada por David Baker y Simon Leonard, que previamente habían trabajado juntos en el proyecto I Start Counting.  Alrededor de 1990, habían empezado grabando material nuevo y, dándose cuenta de que tenían un sonido diferente, decidieron rebautizarse como Fortran 5. Con este proyecto también colaboraron con otros artistas como Kris Weston del Orb, y Rod Slater de Bonzo Perro Doo-Dah Banda.
El álbum final de la banda estuvo titulado Avocado Suite y era en su mayoría de trabajo experimental; lejos de su temprano sonido electropop.
Fortran 5 también remezcló canciones de artistas como Erasure, Inspiral Carpets y Laibach.
Simon Leonard también escribió un libro llamado Fortran 5, publicado por Malice Aforethought Press.

## Discografía

### Álbumes
- 1991 - Blues (Mute Records)
- 1993 - Bad Head Park (Mute Records)
- 1995 - Avocado Suite (Mute Records)